# Referendum sulla devoluzione scozzese del 1997
Il referendum sulla devoluzione scozzese del 1997 fu un referendum pre-legislativo tenutosi in Scozia l'11 settembre 1997 affinché gli elettori potessero esprimere il proprio sostegno per la creazione di un Parlamento scozzese con poteri devoluti, e se il Parlamento dovesse avere poteri fiscali autonomi. Il referendum costituì un impegno del Partito Laburista e si tenne nel suo primo mandato a seguito delle elezioni generali del 1997. Questo fu il secondo referendum tenutosi in Scozia sulla questione della devoluzione, il primo si tenne nel 1979. L'affluenza al referendum fu del 60,13%.

## Situazione
Un primo referendum si tenne nel 1979 con il governo laburista che decise che sarebbe stata istituita un'Assemblea Scozzese se il referendum fosse stato sostenuto da almeno il 50% dei votanti, con la controversa regola dell'approvazione da parte del 40% degli aventi diritto. Nonostante il 51,6% avesse votato a favore, l'affluenza fu solo del 63,72% fece sì che la proposta fu approvata solo dal 32,9% dell'elettorato, pertanto l'Assemblea non vide mai la luce. Poco dopo, vinse le elezioni generali britanniche del 1979 il Partito Conservatore, forte oppositore della devoluzione.
Per continuare la campagna per la devoluzione, fu costituita la Campagna per l'Assemblea Scozzese, che unì diverse personalità scozzesi che sottoscrissero un documento pubblicato nel 1988 da parte di molti politici, consigli locali, sindacati e chiese.
Si decise di costituire una Convenzione Costituzionale Scozzese, composta da tutti i parlamentari e consiglieri scozzesi; ciò avvenne nonostante l'opposizione del governo nazionale guidato all'epoca da John Major; dato che il Partito Laburista aveva una forte maggioranza all'interno della Convenzione, il Partito Nazionale Scozzese ne uscì.
Il Partito Laburista incluse l'istituzione del Parlamento scozzese nel proprio manifesto per le elezioni generali nel Regno Unito del 1997, che vinsero con una maggioranza schiacciante di 177 deputati.

## Campagna elettorale
Il Partito Laburista Scozzese, il Partito Nazionale Scozzese (SNP), i Liberal Democratici (LD) e il Partito Verde Scozzese erano favorevoli al "Sì" ad entrambe le proposte, mentre il Partito Conservatore si oppose ad entrambe le proposte. Il deputato laburista Tam Dalyell si oppose alla creazione del Parlamento, ma era favorevole a che tale Parlamento avesse il potere di imposizione di tasse sulla base del fatto che, nonostante egli si opponesse al Parlamento come proposto dal suo partito, se esso fosse stato approvato, avrebbe dovuto avere poteri fiscali autonomi.
La campagna ufficiale del "Sì", Scotland Forward ("la Scozia avanti"), fu diretta dall'imprenditore Nigel Smith e fu costituita dai gruppi che in precedenza avevano formato la Convenzione Costituzionale Scozzese, insieme al Partito Nazionale Scozzese (SNP). Era sostenuta dai laburisti, dal SNP, dai LD e dai verdi.
La campagna ufficiale per il "No", Think twice ("Pensaci due volte") fu guidata da Brian Monteith, un ex impiegato di un deputato conservatore scozzese, Michael Forsyth. I membri della presidenza annoveravano Donald Findlay, Consigliere della Regina, rettore dell'Università di St Andrews e vice presidente del Rangers Football Club, e dal Lord conservatore Peter Fraser. Tuttavia, essi faticarono molto ad ottenere il sostegno degli imprenditori, dato che erano consapevoli di opporsi ad un progetto che era molto sostenuto dal nuovo governo che contava su una larga maggioranza.

## Risultati

### Primo quesito
80–90% Sì
     70–80% Sì
     60–70% Sì
|                        | totale    | percentuale (%) | percentuale (%)             |
| ---------------------- | --------- | --------------- | --------------------------- |
| Elettori registrati    | 3 973 673 |                 |                             |
| Votanti                | 2 401 431 | 60,43%          | (su n. elettori registrati) |
| Schede bianche e nulle | 11 986    | 0,50%           | (su n. votanti)             |
| Voti validi            | 2 389 445 | 99,50%          | (su n. votanti)             |

|                                                      |    | Voti      | %      |
| ---------------------------------------------------- | -- | --------- | ------ |
| Sono d'accordo che esista un Parlamento scozzese     | Sì | 1 775 045 | 74,29% |
| Non sono d'accordo che esista un Parlamento scozzese | No | 614 400   | 25,71% |
| Totale voti validi                                   |    | 2 389 445 | 100%   |

#### Divisi per consiglio locale
| Consiglio locale           | Sì        | No      | Sì % | No % |
| -------------------------- | --------- | ------- | ---- | ---- |
| Aberdeen                   | 65.035    | 25.580  | 71,8 | 28,2 |
| Aberdeenshire              | 61.621    | 34.878  | 63,9 | 36,1 |
| Angus                      | 33.571    | 18.350  | 64,7 | 35,3 |
| Argyll e Bute              | 30.452    | 14.796  | 67,3 | 32,7 |
| Ayrshire Meridionale       | 40.161    | 19.909  | 66,9 | 33,1 |
| Ayrshire Orientale         | 49.131    | 11.426  | 81,1 | 18,9 |
| Ayrshire Settentrionale    | 51.304    | 15.931  | 76,3 | 23,7 |
| Clackmannanshire           | 18.790    | 4.706   | 80   | 20   |
| Dumfries e Galloway        | 44.619    | 28.863  | 60,7 | 39,3 |
| Dunbartonshire Occidentale | 39.051    | 7.058   | 84,7 | 15,3 |
| Dunbartonshire Orientale   | 40.917    | 17.725  | 69,8 | 30,2 |
| Dundee                     | 49.252    | 15.553  | 76   | 24   |
| Ebridi Esterne             | 9.977     | 2.589   | 79,4 | 20,6 |
| Edimburgo                  | 155.900   | 60.832  | 71,9 | 28,1 |
| Falkirk                    | 55.642    | 13.953  | 80   | 20   |
| Fife                       | 125.668   | 39.517  | 76,1 | 23,9 |
| Glasgow                    | 204.269   | 40.106  | 83,6 | 16,4 |
| Highland                   | 72.551    | 27.431  | 72,6 | 27,4 |
| Inverclyde                 | 31.680    | 8.945   | 78   | 22   |
| Lanarkshire Meridionale    | 114.908   | 32.762  | 77,8 | 22,2 |
| Lanarkshire Settentrionale | 123.063   | 26.010  | 82,6 | 17,4 |
| Lothian Occidentale        | 56.923    | 14.614  | 79,6 | 20,4 |
| Lothian Orientale          | 33.525    | 11.665  | 74,2 | 25,8 |
| Midlothian                 | 31.681    | 7.979   | 79,9 | 20,1 |
| Moray                      | 24.822    | 12.122  | 67,2 | 32,8 |
| Perth e Kinross            | 40.344    | 24.998  | 61,7 | 38,3 |
| Renfrewshire               | 68.711    | 18,213  | 79   | 21   |
| Renfrewshire Orientale     | 28.253    | 17.573  | 61,7 | 38,3 |
| Scottish Borders           | 33.855    | 20.060  | 62,8 | 37,2 |
| Stirling                   | 29.190    | 13.440  | 68,5 | 31,5 |
| Orcadi                     | 4.749     | 3.541   | 57,3 | 42,7 |
| Shetland                   | 5.430     | 3.275   | 62,4 | 37,6 |
| TOTALE                     | 1.775.045 | 614.400 | 74,3 | 25,7 |

Diversamente dal referendum in Galles, il "Sì" vinse in tutti i consigli locali.

### Secondo quesito

Cartina con i risultati per area.
70-80% Sì
60-70% Sì
50-60% Sì
<50% Sì

70-80% Sì
     60-70% Sì
     50-60% Sì
     <50% Sì
|                        | totale    | percentuale (%) | percentuale (%)             |
| ---------------------- | --------- | --------------- | --------------------------- |
| Elettori registrati    | 3 973 673 |                 |                             |
| Votanti                | 2 402 165 | 60,45%          | (su n. elettori registrati) |
| Schede bianche e nulle | 19 013    | 0,79%           | (su n. votanti)             |
| Voti validi            | 2 383 152 | 99,21%          | (su n. votanti)             |

|                                                                             |    | Voti      | %      |
| --------------------------------------------------------------------------- | -- | --------- | ------ |
| Sono d'accordo che il Parlamento scozzese abbia poteri fiscali autonomi     | Sì | 1 512 889 | 63,48% |
| Non sono d'accordo che il Parlamento scozzese abbia poteri fiscali autonomi | No | 870 263   | 36,52% |
| Totale voti validi                                                          |    | 2 383 152 | 100%   |

#### Divisi per consiglio locale
| Consiglio locale           | Sì        | No      | Sì % | No % |
| -------------------------- | --------- | ------- | ---- | ---- |
| Aberdeen                   | 54.320    | 35.709  | 60,3 | 39,7 |
| Aberdeenshire              | 50,295    | 45.929  | 52,3 | 47.7 |
| Angus                      | 27.641    | 24.089  | 53,4 | 46,6 |
| Argyll e Bute              | 25.746    | 19.429  | 57   | 43   |
| Ayrshire Meridionale       | 33.679    | 26.217  | 56,2 | 43,8 |
| Ayrshire Orientale         | 42.559    | 17,824  | 70,5 | 29,5 |
| Ayrshire Settentrionale    | 43.990    | 22.991  | 65,7 | 34,3 |
| Clackmannanshire           | 16.112    | 7.355   | 68,7 | 31,3 |
| Dumfries e Galloway        | 35.737    | 37.499  | 48,8 | 51,2 |
| Dunbartonshire Occidentale | 34.408    | 11.628  | 74,7 | 25,3 |
| Dunbartonshire Orientale   | 34.576    | 23.914  | 59,1 | 40,9 |
| Dundee                     | 42.304    | 22.280  | 65,5 | 34,5 |
| Ebridi Esterne             | 8.557     | 3.947   | 68,4 | 31,6 |
| Edimburgo                  | 133.843   | 82.188  | 62   | 38   |
| Falkirk                    | 48.064    | 21.403  | 69,2 | 30,8 |
| Fife                       | 108.021   | 58.987  | 64,7 | 35,3 |
| Glasgow                    | 182.589   | 60.842  | 75   | 25   |
| Highland                   | 61.359    | 37.525  | 62,1 | 37,9 |
| Inverclyde                 | 27.194    | 13.277  | 67,2 | 32,8 |
| Lanarkshire Meridionale    | 99.587    | 47.708  | 67,6 | 32,4 |
| Lanarkshire Settentrionale | 107.288   | 41.372  | 72,2 | 27,8 |
| Lothian Occidentale        | 47.990    | 23.354  | 67,3 | 32,7 |
| Lothian Orientale          | 28.152    | 16.765  | 62,7 | 37,3 |
| Midlothian                 | 26.776    | 12.762  | 67,7 | 32,3 |
| Moray                      | 19.326    | 17.344  | 52,7 | 47,3 |
| Perth e Kinross            | 33.398    | 31.709  | 51,3 | 48,7 |
| Renfrewshire               | 55.075    | 31.537  | 63,6 | 36,4 |
| Renfrewshire Orientale     | 23.580    | 22.153  | 51,6 | 48,4 |
| Scottish Borders           | 27.284    | 26.487  | 50,7 | 49,3 |
| Stirling                   | 25.044    | 17.487  | 58,9 | 41,1 |
| Orcadi                     | 3.917     | 4.344   | 47,4 | 52,6 |
| Shetland                   | 4.478     | 4.198   | 51,6 | 48,4 |
| TOTALE                     | 1.512.889 | 870.253 | 63,5 | 36,5 |

I voti a favore dei poteri fiscali autonomi si imposero a maggioranza, anche se comparati a quelli favorevoli all'istituzione del Parlamento. La maggioranza degli elettori votò "Sì" in tutti i consigli locali tranne a Dumfries e Galloway e nelle Orcadi.